# CIA Security International SA проти Signalson SA та Securitel SPRL
CIA Security International SA проти Signalson SA та Securitel SPRL (C-194/94) — справа Європейської Унії (ЄУ), що стосується колізійного права між національною правовою системою та правом ЄУ.

## Зміст
Signalson і Securitel публічно стверджували, що конкурент, CIA Security, діяв всупереч бельгійському закону 1990 року, який вимагав від охоронних фірм отримати державні повноваження на діяльність, а також указу 1991 року про дозвіл на використання систем сигналізації. У Директиві 83/189 сказано, що всі «технічні регламенти» повинні бути повідомлені до Комісії, а деякі положення не набудуть чинности протягом визначених періодів. Бельгійський закон 1990 року та указ 1991 року не були повідомлені. Служба безпеки CIA вимагала наказу запобігти заявам Signalson і Securitel про те, що вони не дотримуються закону. Вони стверджували, що CIA не дотримується бельгійського законодавства. CIA стверджувало, що оскільки закон 1990 року та указ 1991 року не були повідомлені, вони не застосовуються.

## Судове рішення
Суд Справедливости постановив, що бельгійський закон 1990 року не був «технічним регламентом», про який потрібно було повідомляти, але указ 1991 року був і мав бути повідомлений. Тому бельгійські суди не мали права застосовувати указ 1991 року. З цього випливало, що CIA Security могла посилатися на законодавство ЄС, щоб стверджувати, що Signalson та Securitel не повинні стверджувати, що вони порушили бельгійський указ 1991 року.